# Kaldbakur (berg i Island, Norðurland eystra)
Kaldbakur är ett berg i republiken Island. Det ligger i regionen Norðurland eystra, 270 km nordost om huvudstaden Reykjavík. Toppen på Kaldbakur är 1 173 meter över havet.
Trakten runt Kaldbakur är nära nog obefolkad, med mindre än två invånare per kvadratkilometer. Närmaste större samhälle är Dalvík, omkring 16 kilometer väster om Kaldbakur. Trakten runt Kaldbakur består i huvudsak av gräsmarker.